# Vắc-xin ho gà
Pertussis vaccine is a vaccine that protects against whooping cough (pertussis). There are two main types: whole-cell vaccines and acellular vaccines. The whole-cell vaccine is about 78% effective while the acellular vaccine is 71–85% effective. The effectiveness of the vaccines appears to decrease by between 2 and 10% per year with a more rapid decrease with the acellular vaccines. Vaccinating the mother during pregnancy may protect the baby. The vaccine is estimated to have saved over 500,000 lives in 2002.
Tổ chức Y tế Thế giới và Trung tâm Kiểm soát và Phòng ngừa Dịch bệnh đề nghị tất cả trẻ em phải được chủng ngừa bệnh ho gà và đưa vào tiêm chủng định kỳ Bao gồm cả những người bị nhiễm HIV/AIDS. Ba liều bắt đầu từ sáu tuần tuổi được khuyến cáo ở trẻ nhỏ. Có thể dùng liều bổ sung cho trẻ lớn hơn và người lớn. Vắc-xin chỉ có sẵn khi kết hợp với vắc-xin uốn ván và bạch hầu.
Vắc-xin acellular thường được sử dụng phổ biến ở các nước phát triển do ít tác dụng phụ hơn. Khoảng 10 đến 50% số người được chủng ngừa vắc xin whole-cell có tấy đỏ tại chỗ tiêm hoặc sốt. Sốt co giật và khóc kéo dài xảy ra dưới 1%. Với vắc-xin acellular trong một thời gian ngắn có thể sưng nhẹ ở cánh tay. Có các tác dụng phụ với cả hai loại vắc-xin, nhưng phổ biến hơn ở vắc xin whole-cell, ít gặp ở trẻ nhỏ hơn Không nên sử dụng vắcxin whole-cell sau 7 tuổi. Các vấn đề thần kinh lâu dài nghiêm trọng không liên quan đến cả hai loại vắc xin.
Vắc-xin ho gà được phát triển vào năm 1926. Và nằm trong Danh sách các loại thuốc thiết yếu của Tổ chức Y tế Thế giới, các loại thuốc hiệu quả và an toàn nhất cần thiết trong hệ thống y tế. Một phiên bản bao gồm vắc-xin uốn ván, bạch hầu, bại liệt và Hib có giá thị trường tại các nước đang phát triển là 15,41 USD / liều tính đến năm 2014.